# Лев Гурыч Синичкин (фильм)
«Лев Гу́рыч Сини́чкин» — советский художественный фильм 1974 года, экранизация водевиля Дмитрия Ленского «Лев Гурыч Синичкин, или Провинциальная дебютантка» (1840).

## Сюжет
Старый актёр Лев Гурыч Синичкин (Николай Николаевич Трофимов) мечтает, чтобы его дочери Лизоньке (Галина Федотова) досталась главная роль — ведь она так талантлива, но ему противостоят обстоятельства: могущественная примадонна труппы Сурмилова (Нонна Мордюкова) с ужасным характером и большими связями…

## В ролях
- Николай Трофимов — Лев Гурыч Синичкин
- Галина Федотова — Лизонька (озвучивание — Таисия Калинченко)
- Нонна Мордюкова — Раиса Минична Сурмилова, прима театра
- Георгий Георгиу — Терсис Иванович Чахоткин, актёр
- Олег Табаков — Фёдор Семёнович Борзиков, драматург
- Михаил Козаков — граф Зефиров, знатное лицо
- Илья Рутберг — Налимов, распорядитель в театре
- Пётр Щербаков — Пётр Петрович Пустославцев, содержатель театра
- Леонид Куравлёв — князь Ветренский
- Андрей Миронов — дирижёр
- Роман Ткачук — Семён, камердинер Борзикова

## Съёмочная группа
- Автор сценария: Александр Белинский
- Режиссёр: Александр Белинский
- Оператор: Лев Бунин
- Художник: Борис Мессерер
- Текст песен: Борис Рацер
- Директор картины: Светлана Павлова

## Факты
- Предыдущая экранизация водевиля Дмитрия Ленского — «На подмостках сцены» — была снята режиссёром Константином Юдиным в 1956 году.